# 格利泽777c
格利泽777c，也被称为格利泽777Ac或HD 190360c，是一颗位于天鹅座、距离地球约52光年的系外行星，其母星为格利泽777系统中的主星格利泽777A。2005年6月，科学家利用视向速度法发现了该行星。该行星曾被称为“已知最小的系外行星”，但现今该称号已经属于其他行星。其质量下限为18M⊕，既可能是一颗热木星或类木行星，也可能是一颗大型的类地行星（即超级地球）。